# Hiacynta
Hiacyntaⓘ – żeńska forma imienia Hiacynt o greckim pochodzeniu.
Hiacynta imieniny obchodzi 30 stycznia i 20 lutego.

## Osoby noszące imię Hiacynta
- św. Hiacynta Mariscotti (1585–1640) – włoska zakonnica
- św. Hiacynta z Fatimy (1910–1920) – razem z Łucją i Franciszkiem widziała Matkę Bożą

Osoby fikcyjne
- Hiacynta Bukiet, bohaterka brytyjskiego serialu komediowego Co ludzie powiedzą?